# Abdyłas Małdybajew
Abdyłas Małdybajewicz Małdybajew (kirg. i ros. Абдылас Малдыбаевич Малдыбаев; ur. 7 lipca 1906, zm. 1 czerwca 1978) – radziecki i kirgiski kompozytor, śpiewak operowy (tenor) i pedagog, Ludowy Artysta ZSRR.

## Życiorys
Urodził się we wsi Karabułak (obecnie w rejonie Kemin obwodu czujskiego) w północnym Kirgistanie. Komponowanie rozpoczął w wieku 16 lat; jego pierwsze utwory skomponowane w latach 20. (m.in. „Akinaj”, „Ömür”) stały się klasykami muzyki kirgiskiej okresu sowieckiego. W 1929 roku ukończył naukę w Kirgiskim Technikum Pedagogicznym we Frunze, wkrótce potem rozpoczął pracę w teatrze. W latach 1930–33 był dyrektorem Kirgiskiego Technikum Muzycznego we Frunze. W latach 1933–36 występował w Kirgiskim Teatrze Państwowym; od 1936 roku pracował w Kirgiskim Teatrze Muzyczno-Dramatycznym (od 1942 roku Państwowy Teatr Opery i Baletu). W latach 30. Małdybajew eksperymentował z formami muzycznymi nieznanymi dotąd w Kirgistanie i tworzł m.in. hymny i marsze. Wówczas rozpoczął także współpracę z Władimirem Własowem i Władimirem Fere, wspólnie z którymi napisał pierwsze kirgiskie dramaty muzyczne i opery (Małdybajew odgrywał w nich główne role), m.in. „Adżał orduna” (1938), „Ajczurek” (1939), „Patriottor” (1941), „Manas“ (1946), „Toktoguł” (1958), a także stworzył muzykę do Hymnu Kirgiskiej SRR (1946). W 1937 roku Małdybajew wstąpił do Związku Kompozytorów Kirgistanu; w 1939 roku został przewodniczącym Związku i piastował to stanowisko aż do 1967 roku. W latach 1940–41 i 1947–50 studiował w Konserwatorium Moskiewskim w klasie kompozycji. Ponadto zasiadał w Radzie Najwyższej ZSRR I kadencji (1938–1946), a następnie w Radzie Najwyższej Kirgiskiej SRR II, III i IV kadencji (1946–1958). Małdybajew zmarł w 1978 roku we Frunze. W tym samym roku stołeczny Teatr Muzyczno-Dramatyczny nazwany został imieniem Abdyłasa Małdybajewa w celu uczczenia pamięci kompozytora.

## Odznaczenia
W 1937 roku Małdybajew otrzymał tytuł Zasłużonego Działacza Sztuki Kirgiskiej SRR, a w 1939 roku został wyróżniony tytułem Ludowego Artysty ZSRR. Ponadto został odznaczony Orderem Lenina (1939), Orderem Czerwonego Sztandaru Pracy (1946, 1951, 1958), Orderem „Znak Honoru” (1966), Orderem Rewolucji Październikowej (1976) oraz medalami: „Za Ofiarną Pracę w Wielkiej Wojnie Ojczyźnianej 1941–1945” (1945) i „„Za pracowniczą wybitność” (1964).